# Cymothoe vumbui
Cymothoe vumbui är en fjärilsart som beskrevs av George Thomas Bethune-Baker 1926. Cymothoe vumbui ingår i släktet Cymothoe och familjen praktfjärilar. Inga underarter finns listade i Catalogue of Life.